# Nenad Minaković
Nenad Minaković (Novi Sad, 3 oktober 1989) is een Servisch voetbalscheidsrechter. Hij is in dienst van FIFA en UEFA sinds 2021. Ook leidt hij sinds 2017 wedstrijden in de Superliga.
Op 21 oktober 2017 leidde Minaković zijn eerste wedstrijd in de Servische nationale competitie. Tijdens het duel tussen Mačva Šabac en Borac Čačak (1–0) trok de leidsman zesmaal de gele kaart. In Europees verband debuteerde hij op 21 juli 2022 tijdens een wedstrijd tussen Pogoń Szczecin en Brøndby IF in de tweede voorronde van de UEFA Europa Conference League; het eindigde in 1–1 en Minaković trok driemaal een gele kaart. Zijn eerste interland floot hij op 9 september 2023, toen Azerbeidzjan met 0–1 verloor van België door een doelpunt van Yannick Carrasco. Tijdens dit duel gaf Minaković drie gele kaarten, aan de Azerbeidzjaan Ramil Sjejdajev en de Belgen Jérémy Doku en Michy Batshuayi.

## Interlands
| Datum            | Plaats                 | Wedstrijd             | Uitslag | Competitie             | Kreeg geel | Kreeg voor de tweede keer geel en dus rood | Weggestuurd |
| ---------------- | ---------------------- | --------------------- | ------- | ---------------------- | ---------- | ------------------------------------------ | ----------- |
| 9 september 2023 | Mardakan, Azerbeidzjan | Azerbeidzjan – België | 0 – 1   | EK 2024 kwalificatie   | 3          | 0                                          | 0           |
| 7 september 2024 | Jerevan, Armenië       | Armenië – Letland     | 4 – 1   | Nations League 2024/25 | 2          | 0                                          | 0           |
| 15 november 2024 | Larnaca, Cyprus        | Cyprus – Litouwen     | 2 – 1   | Nations League 2024/25 | 6          | 0                                          | 0           |

Laatst bijgewerkt op 19 november 2024.